# Kulturpreis der Färöer
Mentanarvirðisløn Landsins (wörtlich: Kulturpreis des Landes) lautet die einheimische Bezeichnung für den Kulturpreis der Färöer, der seit 1998 jährlich von der färöischen Landesregierung verliehen wird.

## Der Preis
Der Kulturpreis wird jedes Jahr am 15. Januar, dem Geburtstag William Heinesens, verliehen und ist für färöische Verhältnisse mit 150.000 Kronen hoch dotiert.
Ein Gremium mit fünf Mitgliedern spricht eine Empfehlung über die Vergabe
an einen Dichter, Schriftsteller, bildenden Künstler, Komponisten und einen anderen Kulturschaffenden aus. Der Preis wird dann vom jeweiligen färöischen Kulturminister in einer Feierstunde Mitte Januar überreicht. Der Kulturminister ist jedoch nicht an die Empfehlung des Gremiums gebunden. Erster Preisträger war 1998 der Lyriker Regin Dahl.
Seit 2001 wird zusätzlich auch noch die mit 75.000 Kronen ausgestattete „Ehrengabe des Landes“ (Heiðursgáva Landsins) überreicht.
Im Jahr 2011 kam noch der mit 50.000 Kronen dotierte „Preis für junge Künstler“ (Virðisløn til ungt listafólk) hinzu.
Zum Schluss wird auch eine als sømdargáva bezeichnete lebenslange Auszahlung von jährlich 20.000 Kronen an einen Künstler vergeben, dessen Wirken Bedeutung für die Gegenwart und die Zukunft hat.

## Die Preisträger

### Mentanarvirðisløn Landsins
- 1998: Regin Dahl
- 1999: Jens Pauli Heinesen
- 2000: Ingálvur av Reyni
- 2001: Eyðun Johannessen
- 2002: Gunnar Hoydal
- 2003: Hanus Kamban
- 2004: - keine Vergabe
- 2005: Tita Vinther
- 2006: Zacharias Heinesen
- 2007: - keine Vergabe
- 2008: Ebba Hentze
- 2009: Kári P.
- 2010: Sunleif Rasmussen
- 2011: Jóanes Nielsen
- 2012: Tóroddur Poulsen
- 2013: Tróndur Patursson[1]
- 2014: Torbjørn Olsen
- 2015: Annika Hoydal[2]
- 2016: Rúni Brattaberg[3]
- 2017: Barbara í Gongini[4]
- 2018: Bárður Jákupsson[5]
- 2019: Hanus G. Johansen[6]
- 2020: Sigrun Gunnarsdóttir[7][8]
- 2021: Olaf Johannessen[9][10][11]

### Heiðursgáva Landsins
- 2001: Fuglafjarðar Sjónleikarafelag
- 2002: Axel Torgarð
- 2003: Ólavur Hátún
- 2004: - keine Vergabe
- 2005: Emil Juul Thomsen
- 2006: Jógvan Isaksen
- 2007: - keine Vergabe
- 2008: Martin Tórgarð
- 2009: Laura Joensen
- 2010: Jonhard Mikkelsen
- 2011: Kristian Blak
- 2012: Marianne Clausen
- 2013: Árni Dahl[12]
- 2014: Tey av Kamarinum
- 2015: Jákup Pauli Gregoriussen
- 2016: Steinprent[13]
- 2017: Frits Johannesen[14]
- 2018: Astrid Andreasen[5]
- 2019: Simme Arge Jacobsen[15]
- 2020: Ósbjørn Jacobsen[16][17]
- 2021: Guðrun & Guðrun[18]

### Virðisløn til ungt listarfólk
- 2011: Sakaris Stórá
- 2012: Silja Strøm
- 2013: Trygvi Danielsen
- 2014: Mattias Kapnas
- 2015: Andrias Høgenni
- 2016: Anna Malan Jógvansdóttir[19]
- 2017: Konni Kass[20]
- 2018: Búi Rouch[5]
- 2019: - keine Vergabe
- 2020: - keine Vergabe
- 2021: - keine Vergabe

### Sømdargáva landsins
Oddvør Johansen, Katrin Ottarsdóttir, Hanus G. Johansen,
Guðrið Poulsen, Bárður Jákupsson, Tróndur Patursson,
Zacharias Heinesen, Rói Paturson, Hanus Kamban, Óli Petersen,
Ebba Hentze